# Convenant Glastuinbouw en Milieu
In het Convenant Glastuinbouw en Milieu uit 1997 staan de afspraken die de glastuinders samen met de overheid in Nederland hebben gemaakt om de belasting van de glastuinbouw op het milieu te verminderen. De tuinders hebben zich in het convenant verplicht milieuvriendelijke maatregelen te nemen.
In het convenant staan de doelen die bereikt moeten worden, zoals:
- het verminderen van de uitstoot van gewasbeschermingsmiddelen, meststoffen en CO2.
- het efficiënter maken van het energiegebruik en de toepassing van duurzame energie om de uitstoot van broeikasgassen te verminderen.

Deze doelen zijn meetbaar geformuleerd. Dat betekent dat er in het convenant bijvoorbeeld precies staat hoeveel minder meststoffen er uitgestoten mogen worden, en hoelang de tuinders daar over mogen doen. Uiterlijk in 2010 moeten de doelen gehaald zijn.
Deze regels zijn ook in de wet vastgelegd, meer precies in de Algemene Maatregel van Bestuur (AMvB) Glastuinbouw, die in 2001 van kracht werd. De belangrijkste nieuwe regel is dat chemische bestrijdingsmiddelen pas mogen worden gebruikt als er geen andere manier is om het gewas te beschermen.